# The Dandy Warhols
The Dandy Warhols – amerykański zespół muzyczny założony w 1993 w Portland. Nazwa zespołu jest hołdem dla Andy Warhola.

## Skład
- Courtney Taylor-Taylor – wokal, gitara
- Peter Holmström – gitara
- Zia McCabe – keyboard
- Brent De Boer – perkusja

## Dyskografia

### Albumy
- Dandys Rule, OK? (1995)
- …The Dandy Warhols Come Down (1997)
- Thirteen Tales from Urban Bohemia (2000)
- Welcome To The Monkey House (2003)
- The Black Album (2004)
- Come On Feel The Dandy Warhols (2004)
- Odditorium or Warlords of Mars (2005)
- ...Earth to The Dandy Warhols... (2008)